# Katharinenkloster (Stendal)

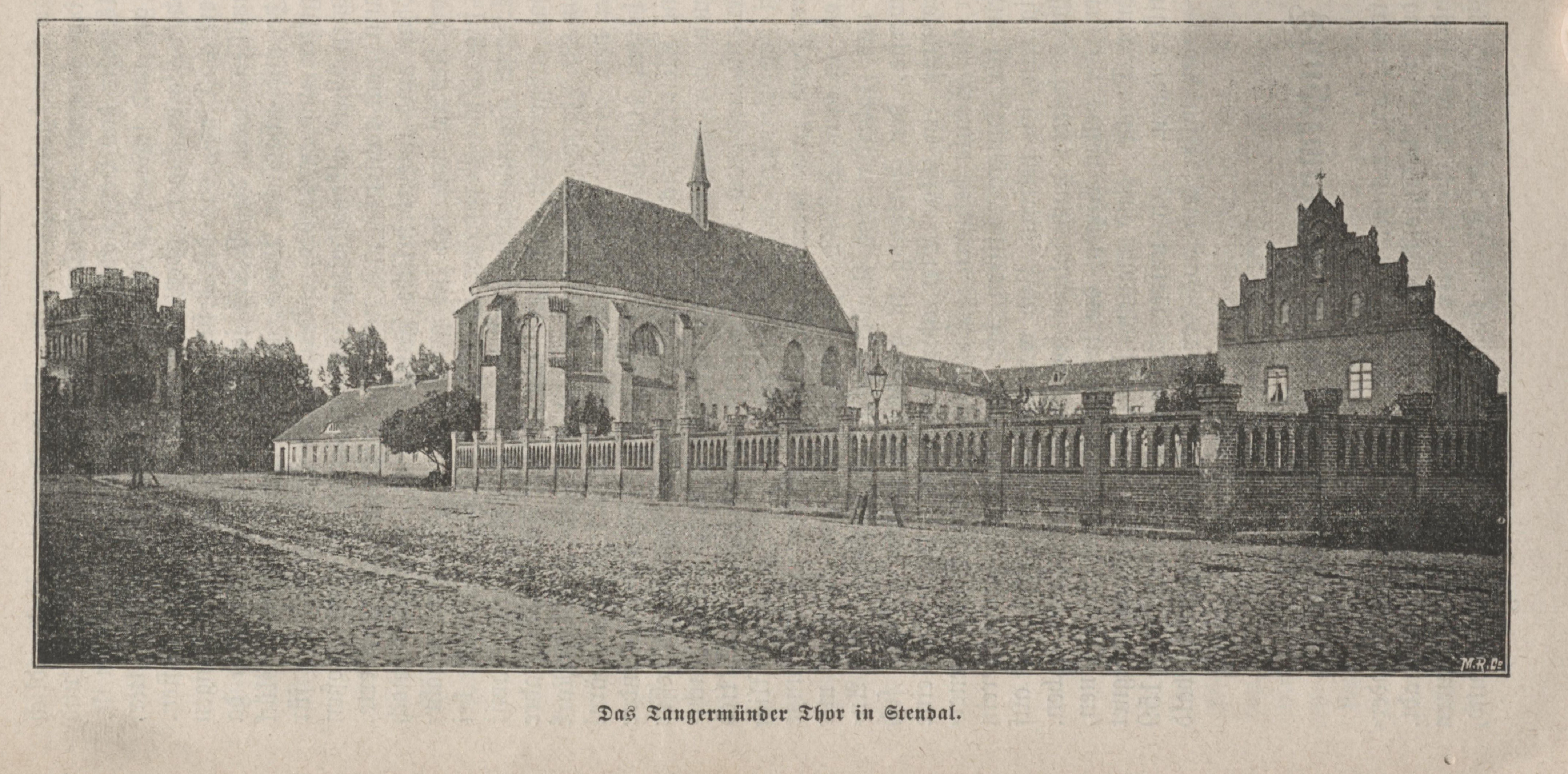
Katharinenkirche und Stift um 1896

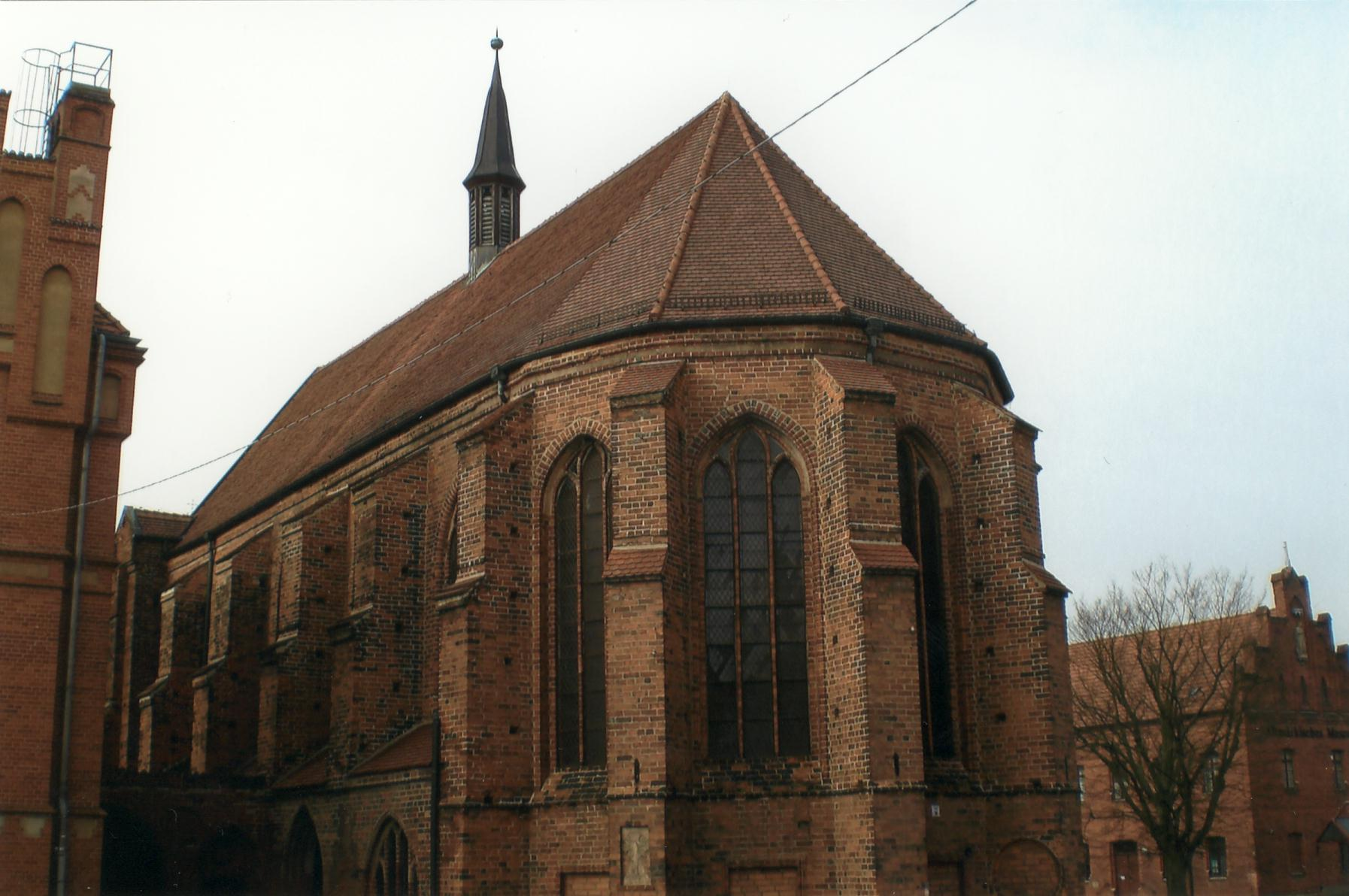
St.-Katharinen-Kloster (Stendal)

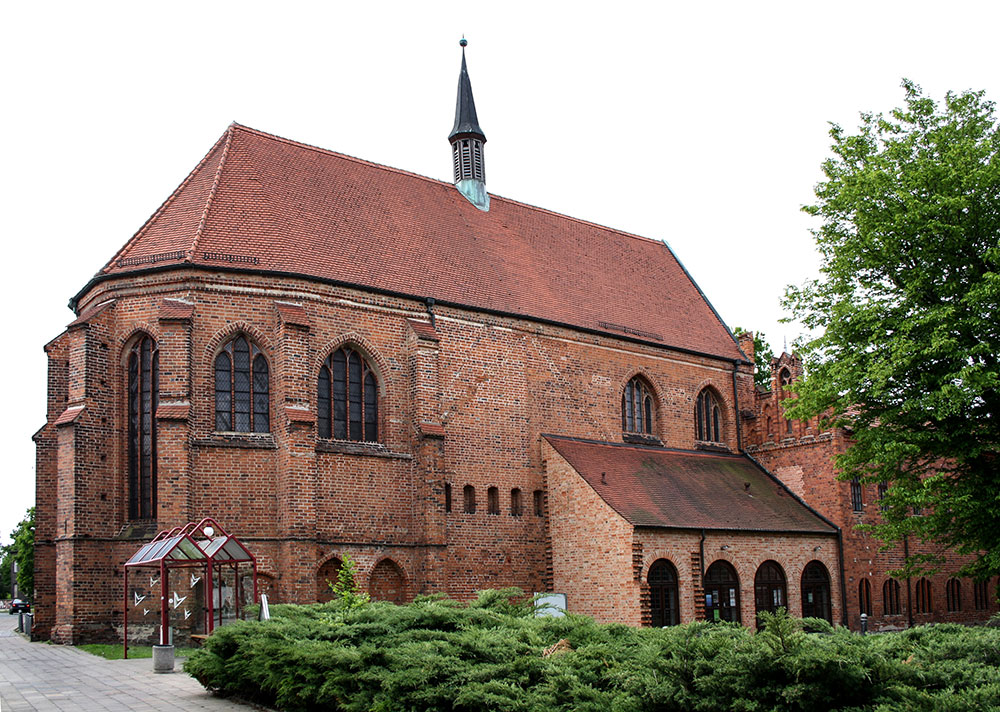
Ansicht von Nordost

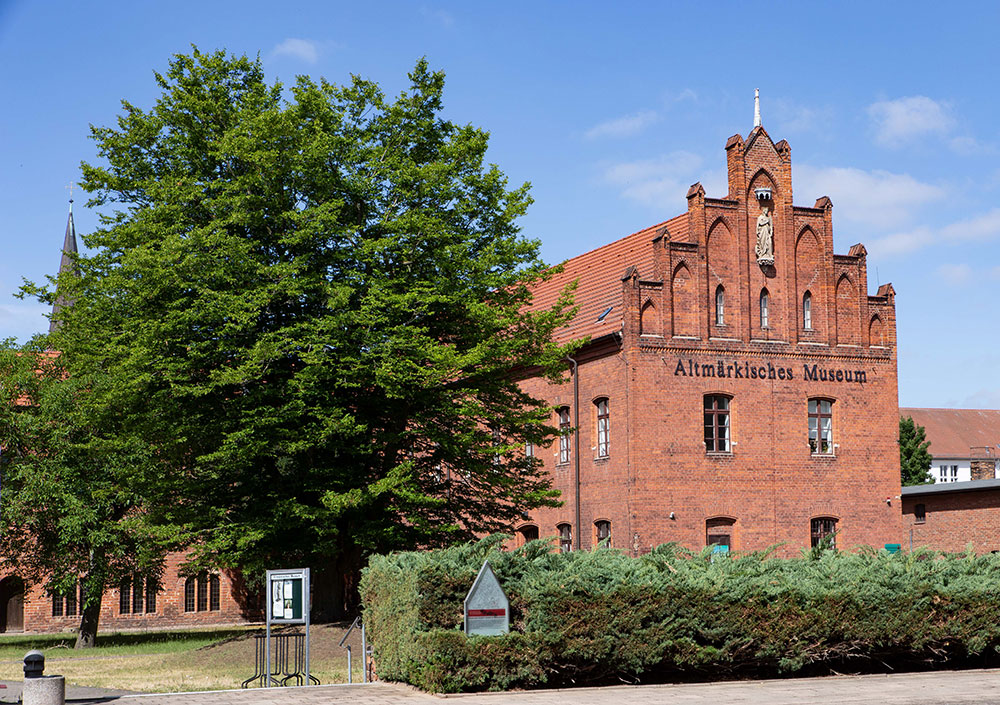
Klostergebäude

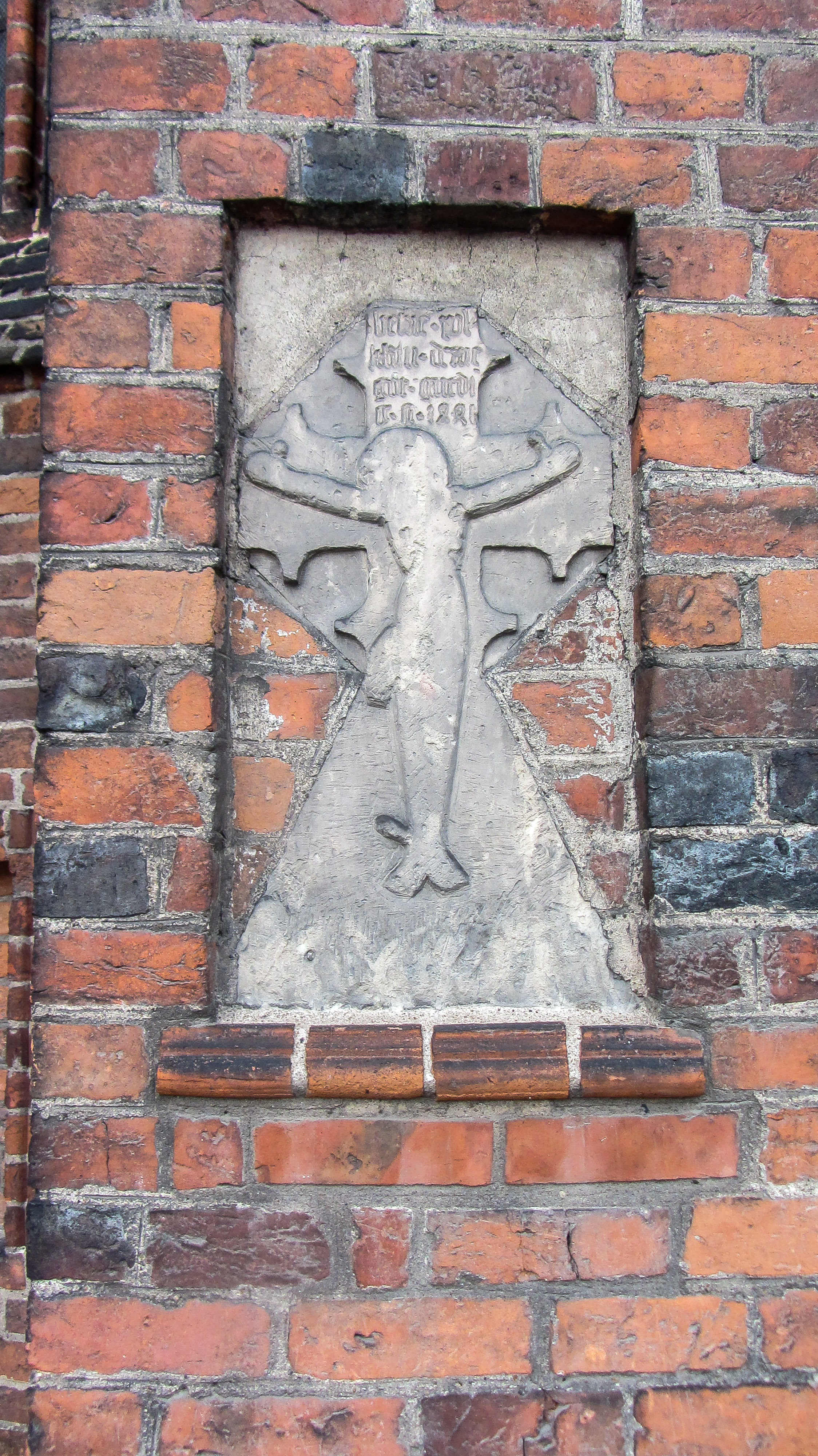
Grabstein des Beteke Rolekin

Das ehemalige Katharinenkloster in Stendal ist eine gotische Klosteranlage aus Backstein in Stendal im gleichnamigen Landkreis in Sachsen-Anhalt. Sie wird als Veranstaltungsraum und Konzerthalle genutzt. Die ehemaligen Klostergebäude beherbergen seit 1964 das Altmärkische Museum.

## Geschichte und Architektur
Das Kloster wurde 1456 durch Kurfürst Friedrich II. von Brandenburg als Benediktinerinnenkloster gegründet. Nach 1469 nahmen die Nonnen die Augustinusregel an und lebten als Augustiner-Chorfrauen. Nach Einführung der Reformation wurde das Kloster im Jahr 1540 zum Damenstift umgewandelt, das 1945 aufgelöst wurde. In den Jahren 1985–1986 erfolgte eine Restaurierung der Kirche und des Kreuzgangs.
Das Katharinenkloster Stendal wurde an Stelle des Hospitals zum Heiligen Geist in der zweiten Hälfte des 15. Jahrhunderts erbaut. Die Kirche wurde zwischen 1472 und 1490 geweiht. Die Kirche ist ein wohlproportionierter einschiffiger Backsteinbau mit Chorschluss aus fünf Seiten eines Zehnecks und einem Satteldach mit Dachreiter. Das Bauwerk wird durch Strebepfeiler gegliedert und durch im Schiff breitere, im Chor schmalere Spitzbogenfenster erhellt. Die Kirche ist vom Typus her der Kirche St. Annen in Stendal und der Elisabethkapelle in Tangermünde vergleichbar. Beim Bau wurden Formsteine und Ziegelstempel wie am Stendaler Dom und an der Marienkirche Stendal verwendet.
Ein Planwechsel ist ab dem dritten Joch von Westen zu erkennen. Möglicherweise war der östliche Teil der Kirche zunächst als Neubau der Hospitalkapelle geplant und wurde ab 1461 als Nonnenklosterkirche zu Ende gebaut. Weitere nicht verwirklichte Planungen sind an drei in der Westwand angelegten, aber nicht verwendeten Maueranschlüssen zu erkennen, ferner an einem Portal mit gestuftem Segmentbogen und am großen sechsteiligen Fenster der ehemaligen Nonnenempore, das nach dem Brand 1687 vermauert und mit zwei kleinen Öffnungen versehen wurde.
Im Innern ist die Sockelzone durch rundbogige Nischen gegliedert, die an der Südseite zu rechteckigen Kapellen zwischen den Strebepfeilern erweitert sind. Das Schiff ist mit Kreuzrippengewölben abgeschlossen, die sich auf Runddienste mit Kapitellen stützen. In den Kapellen sind Kreuzgratgewölbe eingezogen.
Die erhaltenen ehemaligen Klostergebäude wurden in den Jahren 1863–1865 durch Baumeister Siepmann restauriert und später zum Museum umgebaut. Aus dem Mittelalter stammen ein schmaler kreuzrippengewölbter Kreuzgang des Westflügels und Teile des Südflügels. Sie umschlossen nördlich der Kirche einst einen etwa quadratischen Hof, im Süden lagen die erst im 19. Jahrhundert abgebrochenen Spitalsgebäude, von denen nur ein schlichtes spätgotisches Einfahrtstor erhalten ist.

## Ausstattung
Am südöstlichen Strebepfeiler des Chores ist der Grabstein des Beteke Rolekin mit Kreuzigungsdarstellung von 1441 aus der vorherigen Spitalkapelle erhalten. An den Wänden der Kirche sind ein Ritzgrabstein des Ritters Benedikt Calve vom Anfang des 15. Jahrhunderts und barocke, zumeist in Sandstein ausgeführte Inschriftepitaphe der Stiftsdamen aus dem altmärkischen Landadel aufgestellt.
Im zweiten Joch an der Nordwand ist die ehemalige Glocke der Katharinenkirche aufgestellt. Die aus Bronzeguss hergestellte Glocke zeigt auf dem Mantel eine vierzeilige lateinische Umschrift, die in deutscher Übersetzung lautet: „Diese Glocke ist auf Kosten des Katharinenklosters und Veranstaltung des Dominae von Vinzelberg und Convent auch Kloster Comissariides Hof Fiscals Corings und Closter Vorstehers Andreas Warnicke gegossen worden zu Salzwedel Meister C B anno 1759 C. B. Behrens“. 
In der Kirche ist weiterhin das Original des Rolands von Stendal aufgestellt, dessen Kopie heute neben dem Rathaus steht.
Die Innenausbauten mit Gestühl und Empore sind schlicht und modern ausgeführt. Ehemalige Ausstattungsstücke der Kirche, zu denen ein geschnitztes Flügelretabel vom Anfang des 16. Jahrhunderts gehörte, sind jetzt im Altmärkischen Museum ausgestellt.